# Ahmed Al Basha
Ahmed Adam Al Basha (ur. 2 stycznia 1982) – piłkarz sudański grający na pozycji obrońcy.

## Kariera klubowa
Piłkarską karierę Al Basha rozpoczął w klubie Al-Hilal Port Sudan. W jego barwach zadebiutował w pierwszej lidze. W zespole jednokrotnego mistrza Sudanu występował do końca 2007 roku, ale nie odniósł większych sukcesów. Na początku 2008 roku przeszedł do Al-Merreikh z Omdurmanu, wicemistrza kraju. W latach 2010–2011 był wypożyczony do libijskiego Al-Nasr Benghazi. W 2011 roku wrócił do Al-Merreikh i wywalczył z nim mistrzostwo Sudanu. W 2015 trafił do Busaiteen Club.

## Kariera reprezentacyjna
W reprezentacji Sudanu Al Basha zadebiutował w 2008 roku i krótko po debiucie został powołany przez selekcjonera Mohameda Abdallaha do kadry na Puchar Narodów Afryki 2008. Z kolei w 2012 roku powołano go na Puchar Narodów Afryki 2012.